# Royaume de Soissons
Pour les domaines fonciers romains en Gaule, voir villa romaine. Pour grands domaines fonciers médiévaux, voir domaine médiéval.
Le royaume de Soissons ou royaume de Syagrius ou le royaume romain de Syagrius sont des appellations historiographiques qui désignent une hypothétique entité géopolitique de la seconde moitié du Ve siècle, constituant une enclave gallo-romaine mal déterminée de la Gaule septentrionale, située entre la Loire et la Somme et centrée autour de Soissons.
L'hypothèse est liée à un court passage de l'Histoire des Francs de Grégoire de Tours qui mentionne que lors de la « cinquième année du règne de Clovis », Syagrius — décrit comme un Romanorum rex (« roi des Romains ») — a établi sa résidence à Soissons, cité que son père, Aegidius « avait autrefois possédée ».
Bien que l'on trouve ce « royaume » souvent représenté de manière concrète, sous diverses formes, dans des atlas historiques, le consensus historien actuel s'accorde sur le fait que la qualification de « royaume romain » pour décrire le territoire dirigé par Aegidius et Syagrius, dont  la nature et l'étendue précises ne sont pas connues — pour peu qu'il ait existé —, est une extrapolation abusive de la lecture de Grégoire.

## Contexte
Au milieu du Ve siècle, l’Empire romain d’Occident connaît un déclin causé tant par des luttes intestines que par les incursions barbares qui affaiblissent son autorité, des pans entiers de territoires échappant à l'administration de l'empereur, alors que l’Empire d’Orient, beaucoup plus riche et stable, se concentre sur ses propres frontières. En Gaule, la domination impériale s’effrite face à l’autonomisation croissante des peuples fédérés comme les Wisigoths qui, les premiers, normalisent leur relation avec Rome par le fœdus de 418 et se fixent en Novempopulanie et en Aquitaine seconde, ou encore les Burgondes, installés en Sapaudie en 443 à l'instigation du maître des milices Aetius.
En 451, la bataille des Champs Catalauniques oppose une coalition romano-barbare menée par Aetius aux troupes d’Attila, permettant temporairement de contenir la menace extérieure. Cependant, l’assassinat d’Aetius en 454 laisse la Gaule sans dirigeant militaire capable de maintenir une cohésion durable ce qui fragilise les alliances entre les Romains et les fédérés. Parvenu au pouvoir en 457, l’empereur Majorien tente de restaurer l’autorité impériale en menant des réformes militaires et administratives secondé par des officiers comme Aegidius qu'il nomme commandant militaire pour la Gaule.
Mais l’assassinat de Majorien par Ricimer en 461 marque un retour à l’instabilité et, refusant de reconnaître les empereurs soutenus par Ricimer, Aegidius établit une enclave autonome autour de Soissons. Celui-ci résiste aux attaques de Théodoric dont il bat les troupes à la bataille d'Orléans, mais les Burgondes de Gondioc s'emparent du couloir rhodanien jusqu'à Lyon, coupant de la sorte la Gaule du Nord des dernières possessions de l'Empire latin en Gaule du Sud. En outre, une rivalité se fait jour entre Childéric et Aegidius dès le retour d'exil du roi des Francs saliens qui, promu au rang d'agent impérial par Ricimer renforce sa domination sur la région et consolide ses alliances parmi les chefs francs locaux. Cette rivalité culmine avec une bataille qui oppose les deux hommes à Orléans, avant qu'Aegidius soit assassiné dans des circonstances obscures vers 465 .